# Tine Rabhooy
Tine Rabhooy, pseudoniem van Justine Rabiot Vanhooymissen (Willebroek, 9 december 1901 - Buggenhout-Opstal, 1987),  was een Vlaams dichteres en jeugdboekenschrijfster. 

## Biografie
Tine Rabhooy werd geboren in volksherberg “De Moedige Rokers” op de hoek van de Pastorijstraat en de Stationsstraat in Willebroek. Tussen 1922 en 1946 was ze actief als onderwijzeres na haar studie aan de Erasmushogeschool Brussel. In 1932 verscheen haar eerste stukje in “De kleine Vlaming”.  Een jaar later schreef Rabhooy haar eerste novelle “Mitsy”, een boekje over haar eigen kat. In "Mitsy" verscheen ook “Herinneringen” waarin ze het over “de moedige rokers” had die het gelijknamige café van haar ouders bezochten. In datzelfde jaar verscheen ook haar eerste tekst in De kleine Vlaming.
In 1936 verscheen “Kladdeke Mostaard”, dat verhalen uit Rabhooys eigen jeugd bevatte die zich afspeelden rond de Sint Niklaaskerk. In 1937 schreef ze over haar zoon onder de titel “Uit het leven van Janneman” en verscheen “Sterrekindje”. 
In 1940 richtte Rabhooy samen met Maria de Lannoy, Blanka Gyselen en Eugénie Boeye de vennootschap Raboeyegyselanoy op, dat volgens Artikel 2 van de statuten als doel had: "verheffing van hart en geest, verdere ontwikkeling op kunstgebied, aanscherpen van den critischen geest, probeeren zooveel mogelijk "bij" te blijven, meedeelen van alle lekkers dat één der leden bemachtigt op kunstgebied, ontwikkelen van ons redenaarstalent enz.". Ook was ze lid van de Vereniging van Vlaamse Letterkundigen en de Vereniging van Schrijvers voor de Jeugd. Enkele van haar boeken die ze tot dan toe had geschreven, werden geïllustreerd door Nelly Degouy.
Tine Rabhooy schreef voornamelijk gedichten. Acht van deze gedichten werden getoondicht door Jef Schampaert:
- Aan Moeder
- De vijver
- Van Janneke maan
- Wintergedachten
- Ochtendmelodie
- Ons huisje
- Regen
- Schilderijke

Deze verschenen in 1959 onder de titel “Prentjes voor de Jeugd”. In datzelfde jaar verscheen haar “Wiegelied” bij het Davidsfonds. Rabhooys hoogtepunt kwam in 1963 toen haar “Lentebal” filmisch werd vertolkt.